# Piotr Cywiński
Piotr Mateusz Andrzej Cywiński, né le 16 avril 1972 à Varsovie, est un historien médiéviste polonais, président du Club des intellectuels catholiques (KIK) de 2000 à 2010, directeur du musée d'État d’Auschwitz depuis 2006.

## Biographie
Du fait de l’émigration de son père (Bohdan Cywiński (pl), essayiste et militant de l’opposition démocratique en Pologne), Piotr Cywiński vit en Suisse et en France entre 1982 et 1993. Sa formation à l’Université Marc-Bloch de Strasbourg et à l’université catholique de Lublin s'achève par une thèse de doctorat sur Bruno de Querfurt.
Après avoir été vice-président du Club des intellectuels catholiques depuis 1996, il en assure la présidence à partir de 2000 et jusqu'en avril 2010. Dans les années 2004-2008, il dirige la fraction européenne de l’association internationale des professionnels et intellectuels catholiques Pax Romana (Pax Romana ICMICA/MIIC).
Il se présente aux élections européennes de 2004 pour Union pour la liberté mais n'est pas élu.
Il est vice-président de Wikimedia Polska de 2005 à 2007.
En septembre 2006, après six ans de travail en tant que secrétaire du Conseil international d’Auschwitz (pl) et après avoir co-érigé le Centre international d'éducation sur Auschwitz et sur la Shoah (pl), Piotr Cywiński devient le directeur du lieu de mémoire et du musée d'État d'Auschwitz-Birkenau.
En 2008 il est nommé pour le prix TOTUS dans la catégorie « réussites dans le domaine de la culture chrétienne ».
Le 15 avril 2008, le président Lech Kaczyński lui remet la croix de chevalier et en 2010 la croix d'officier de l'ordre Polonia Restituta. Il reçoit en juin 2012 l'ordre de la Couronne de Belgique. Le 20 novembre 2012, il est fait chevalier de l'ordre de Saint-Charles par le prince Albert II de Monaco , en 2014 la croix d'officier de l'Ordre du Phénix (Grèce). En 2015 il est fait chevalier de l'ordre des Palmes académiques et en 2019  chevalier de Légion d'Honneur (France),,.

## Publications
- Kościół wobec integracji europejskiej (L'Église face à l'intégration européenne) [coauteur], red. Jan Grosfeld, Societas, 1997, Varsovie, 1997  (ISBN 83-85737-27-8)
- L'Église en Pologne après 1989 face aux nouveaux défis de la démocratie avec Marcin Przeciszewski, Volume 48 de Cahier / le Rayonnement culturel polonais, in Communio : revue catholique internationale, 179, Vol. XXX, 2005
- Mój Auschwitz [coauteur de la conversation avec Władysław Bartoszewski, Znak, Cracovie, 2010  (ISBN 978-83-240-1415-6)
- Guide historique d'Auschwitz [préface], Jean-François Forges, Pierre-Jérôme Biscarat, Autrement, Paris, 2011  (ISBN 978-2-7467-1484-7)
- Le futur d'Auschwitz : actes de la journée d’étude du 11 mai 2010 [coauteur], IRICE (Sorbonne Paris IV, CNRS et al.), cahier 7, Paris, 2011  (ISSN 1967-2713)
- Auschwitz-Birkenau. Le lieu, où tu te tiens... [conception et introduction], Musée d'État d'Auschwitz-Birkenau, Oświęcim, 2012  (ISBN 978-83-7704-046-1)
- Epitaph, Musée d'État d'Auschwitz-Birkenau, Oświęcim, 2012  (ISBN 978-83-7704-0-42-3).
- Auschwitz de A à Z. Une histoire illustrée du camp [coauteur], Musée d'État d'Auschwitz-Birkenau, Oświęcim 2013,  (ISBN 978-83-7704-060-7)
- Auschwitz. A Monograph on the Human, Musée d'État d'Auschwitz-Birkenau, Oświęcim 2022,  (ISBN 978-83-7704-354-7).
- Auschwitz Bauleitung. Designing a Death Camp. Projektowanie Obozu Śmierci, Musée d'État d'Auschwitz-Birkenau, Oświęcim 2023  (ISBN 978-83-7704-380-6).